# Крупник Микола
Микола Крупник (* 2 березня 1973, Київ) — український біатлоніст, вже не приймає участі у змаганнях.

## Життєпис
Микола Крупник є офіцером, який проживає в Києві. Біатлоном почав займатися з 1987 року, виступаючи за київське «Динамо». У 1996 році брав участь у своїй першій гонці Кубка світу з біатлону в Разун-Антерсельві, в індивідуальному заліку, де посів 60 місце. У наступні кілька років Микола Крупник регулярно брав участь у Кубці світу. Після останніх двох гонок Кубка світу Крупник взяв участь у своєму першому чемпіонаті світу в Рупольдінгу, де в особистому заліку українець фінішував 51-м, 44-м у спринті та 13-м в естафеті з Русланом Лисенком, Юрієм Ємельяненком та Олександром Лисенком.
У 1997 році Микола вперше отримав очки Кубка світу в Разун-Антерсельві, фінішувавши 13-м в індивідуальних змаганнях. Це був його найкращий результат на Кубку світу. Трохи пізніше він бере участь у ще одному чемпіонаті світу в Осрбліє, де фінішував 13-м в індивідуальній гонці, 13-м в естафеті з Русланом Лисенком, Русланом Мосціпаном і В'ячеславом Деркачем, а також виступив у командній гонці з цією ж командою, де Україна посіла 18-те місце.
Участь у Зимовій Олімпіаді 1998 року в Нагано для Крупника стала кульмінацією його кар'єри. На змаганнях з біатлону, що пройшли на трасах Нодзава Онсен, українець виступив в особистому заліку, де фінішував 63-м.
Кінцем його кар'єри став третій чемпіонат світу. У Контіолахті Крупник фінішував 24-м у спринті та 37-м у гонці переслідування.

## Зайняті місця в Кубку світу з біатлону
Всі рейтинги (в залежності від року проведення, включаючи Олімпійські ігри та Чемпіонати світу).
- 1–3-є місце: кількість фінішів на подіумі
- Топ-10: кількість місць у першій десятці (включаючи подіум)
- Ранги за очками: кількість позицій у рейтингах за очками (включно з подіумом і топ-10)
- Старти: кількість забігів у відповідній дисципліні